# Eden Lake
Eden Lake is een Britse thriller uit 2008. De film was het regiedebuut van scenarioschrijver James Watkins, die zelf het verhaal schreef. De productie won onder meer de juryprijs voor beste film op het Filmfestival van Sitges 2008, een Empire Award voor beste horrorfilm en de International Fantasy Film Award voor beste regie op het Portugese Fantasporto 2009. Actrice Kelly Reilly werd voor haar hoofdrol genomineerd voor een British Independent Film Award.

## Verhaal
Kleuterjuffrouw Jenny (Kelly Reilly) wordt door haar vriend Steve Taylor (Michael Fassbender) meegenomen op een weekendje samen uit. Op zijn initiatief vertrekken ze met de auto op weg naar een afgraving, wat haar eigenlijk weinig romantisch lijkt. In werkelijkheid is de locatie een paradijselijke, bosrijke omgeving met een helder meer waarlangs ze kunnen zonnebaden. Omdat er nog begonnen moet worden met de aanleg van de toekomstige woongemeenschap Eden Lake, is het gebied eigenlijk niet toegankelijk. Hierdoor hangt er ook een serene stilte. Bovendien neemt Steve ongemerkt een verlovingsring mee omdat hij Jenny daar ten huwelijk wil vragen.
Na door een onderbreking van het hek en over vijftien kilometer bospad gereden te hebben, zetten ze hun tentje op aan de oever van het meer. In het bos komen ze het jongetje Adam (James Gandhi) tegen, die rupsen aan het bekijken en verzamelen is. Hij mag van zijn moeder niet met vreemden praten. Daarom laten Steve en Jenny hem verder met rust. Wanneer ze even later aan het strandje liggen, zien ze hoe twee wat oudere jongens Adam van zijn plekje wegpesten. Jenny doet haar ogen dicht, maar schrikt even later op wanneer er een loslopende rottweiler van dichtbij tegen haar blaft. Hij hoort bij een inmiddels gegroeide groep lokale jeugd die even verderop op het strandje is gaan zitten. Onder aanvoering van gangmaker Brett (Jack O'Connell) laten ook Cooper (Thomas Turgoose), Mark (Jumayn Hunter), Harry (James Burrows), Ricky (Tom Gill) en Paige (Finn Atkins) duidelijk merken dat ze volkomen lak aan het nabij liggende stelletje hebben. Ze drinken, schreeuwen, smijten hun lege bierflesjes op de grond en zetten hun radio voluit. Als Steve ze beleefd vraagt of het wat minder mag, krijgt hij een grote mond en wat verwensingen als antwoord. Na een tijdje lijken ze niettemin te vertrekken.
Wanneer Jenny de volgende morgen uit hun tentje kruipt, blijkt hun meegenomen eten overlopen door mieren. Steve start de auto om dan maar in het nabijgelegen plaatsje te gaan eten, maar door een kapot, voor zijn wiel gezet bierflesje gaat zijn band kapot, waardoor hij die eerst moet vervangen. In het dorpje willen de mensen niet horen over de streken van de jeugd en vinden ze het onschuldige baldadigheid. Wanneer Steve lijkt te suggereren dat de zoon van de serveerster betrokken zou kunnen zijn, komt hem dit op kwade blikken te staan die duidelijk maken dat hij beter zijn mond kan houden verder.
Terug aan het strandje, blijkt na een tijdje hun wagen verdwenen. Steve en Jenny gaan die zoeken en treffen het groepje jeugd aan, dat spullen staat te verdelen die ze nog meer gestolen hebben uit de bagage van het stelletje. Ze ontkennen de diefstal en weigeren iets terug te geven. Steve wil zijn horloge terugpakken, maar er wordt een mes getrokken. In de worsteling die ontstaat, belandt dit in de hals van Bonnie, de rotweiler. Die valt zwaargewond neer. Bonnie is de hond van Brett, die in woede ontsteekt. Steve en Jenny lopen meteen naar hun auto, maar Brett eist hun hoofden en zet met zijn vrienden de achtervolging in. Dat het hem ernst is, blijkt wanneer Steve tegen een boom aanrijdt en bekneld raakt achter het stuur. Hij stuurt Jenny weg om hulp te halen. Ze vindt Steve later - zonder hulp - terug terwijl hij omringd door de jeugd en flink bloedend aan een boom is vastgebonden met prikkeldraad. Brett laat iedereen hem een keer steken met zijn mes, terwijl Paige filmt. Hierdoor zijn ze allemaal aantoonbaar schuldig en is geen van hen er nog bij gebaat om eventueel over de gebeurtenissen te vertellen aan de politie. Om te voorkomen dat Steve of Jenny dit wel doen, is het niet de bedoeling dat zij levend het bos uitkomen.

## Rolverdeling
- Kelly Reilly - Jenny
- Michael Fassbender - Steve
- Jack O'Connell - Brett
- Thomas Turgoose - Cooper
- Finn Atkins - Paige
- Thomas Gill - Ricky
- Tara Ellis - Abi
- Lorraine Bruce - Tanya
- Shaun Dooley - Jon
- James Gandhi - Adam
- Bronson Webb - Reece
- Lorraine Stanley - Nat
- Rachel Gleeves - Mel

## Achtergrond
De film werd redelijk tot goed ontvangen door criciti. Op Rotten Tomatoes scoort de film 82% aan goede beoordelingen.

## Prijzen en nominaties
2008
- British Independent Film Award: nominaties voor beste actrice (Kelly Reilly) en de Douglas Hickox Award
- Sitges - Catalonian International Film Festival: winnaar van de "Special Prize of the Jury" voor Feature Film en genomineerd voor beste film.

2009
- Empire Award: gewonnen in de categorie "beste horror" en genomineerd voor "beste Britse film"
- International Fantasy Film Award: gewonnen voor beste regie (James Watkins)
- London Critics Circle Film Awards: gewonnen voor "Young British Performer of the Year" en genomineerd voor "Breakthrough British Filmmaker"